# Distretto di Santiago de Chocorvos
Il distretto di Santiago de Chocorvos è uno dei sedici distretti della provincia di Huaytará, in Perù. Si trova nella regione di Huancavelica e si estende su una superficie di 1150,20 chilometri quadrati.